# Attack of Self-Denial
Als Attack of Self-Denial oder Self-Inflicted Denial-of-Service Attack (deutsch selbstzugeführter DoS-Angriff) bezeichnet man es, wenn ein Internetdienst durch eine große Anzahl an Anfragen überlastet wird und dadurch nicht mehr verfügbar ist. Im Gegensatz zu einem Denial-of-Service-Angriff ist die Ursache jedoch nicht in einem externen Angreifer begründet, sondern wurde versehentlich durch menschliches Handeln des Dienstebetreibers ausgelöst.
Ursachen können etwa Werbeaktionen sein, welche eine deutlich größere Menge an Anfragen auf dem Server veranlassen als im Normalfall. Zudem können auch technische Fehlplanung oder Konfigurationsfehler eine Ursache sein.

## Beispiele
- Zum Launch der Xbox 360 wurde ein Werbemail versendet, welches Daten von einem Server nachlud, ohne das geplante Content Delivery Network von Akamai zu verwenden.[1]
- Im November 2006 startete Amazon ein Sonderangebot, bei dem eine begrenzte Menge an Xbox-360-Konsolen zu einem stark vergünstigtem Preis verfügbar war. Amazon hatte es hierbei verabsäumt für die Aktion eigene Server für Bulkhead bereitzustellen, weshalb bei der Überlastung die gesamte Frontend-Infrastruktur mitgenommen wurde.[1]

## Lösungsansätze
- Da ein DoS durch aufgebrauchte Threadpools verursacht wird, gilt es die Threadpools – insbesondere zu Datenbanken und externen Diensten – zu begrenzen.
- Sicherungen verhindern, dass das Backend im Falle einer Überlastung mit zusätzlichen Anfragen belastet wird.
- Bulkheads trennen die überlastete Infrastruktur von der restlichen Infrastruktur
- Abrufe statischer Dateien sollte nur über einen CDN erfolgen und direkte Serverzugriffe mittels einer Firewall geblockt werden.
- Im Falle von Werbeaktionen sollten zusätzliche Ressourcen eingeplant werden.
- Die notwendigen Dienste müssen dynamisch horizontal skalieren können. Hierfür werden Automated Scaling Listener eingesetzt, welche bedarfsorientiert weitere Instanzen der entsprechenden Dienste erzeugen.